# Alchornea leptogyna
Alchornea leptogyna là một loàithực vật thuộc họ Euphorbiaceae. Đây là loài đặc hữu của Ecuador. Môi trường sống tự nhiên của chúng là vùng núi ẩm nhiệt đới hoặc cận nhiệt đới.